# Болтон (Северна Каролина)
Болтон (енгл. Bolton) град је у америчкој савезној држави Северна Каролина.

## Демографија
По попису из 2010. године број становника је 691, што је 197 (39,9%) становника више него 2000. године.
| Група             | 2000.       | 2010.       |
| Белци             | 156 (31,6%) | 159 (23,0%) |
| Афроамериканци    | 315 (63,8%) | 478 (69,2%) |
| Азијати           | 1 (0,2%)    | 0 (0,0%)    |
| Хиспаноамериканци | 6 (1,2%)    | 20 (2,9%)   |
| Укупно            | 494         | 691         |